# Ernst August von Göchhausen
Ernst August von Göchhausen né en 1740 et décédé en 1824, était un fonctionnaire des autorités de la ville de Weimar, ancien officier prussien et franc-maçon. Il est connu pour son livre dénonçant un complot politique global.

## Théories
Dans son livre Révélations sur le système politique cosmopolite, il dénonce dès 1786 un complot maçonnique sous infiltration des illuminés de Bavière manipulés par les jésuites et prédit d'« inévitables révolutions mondiales » trois ans avant le déclenchement de la Révolution française.

## Œuvres

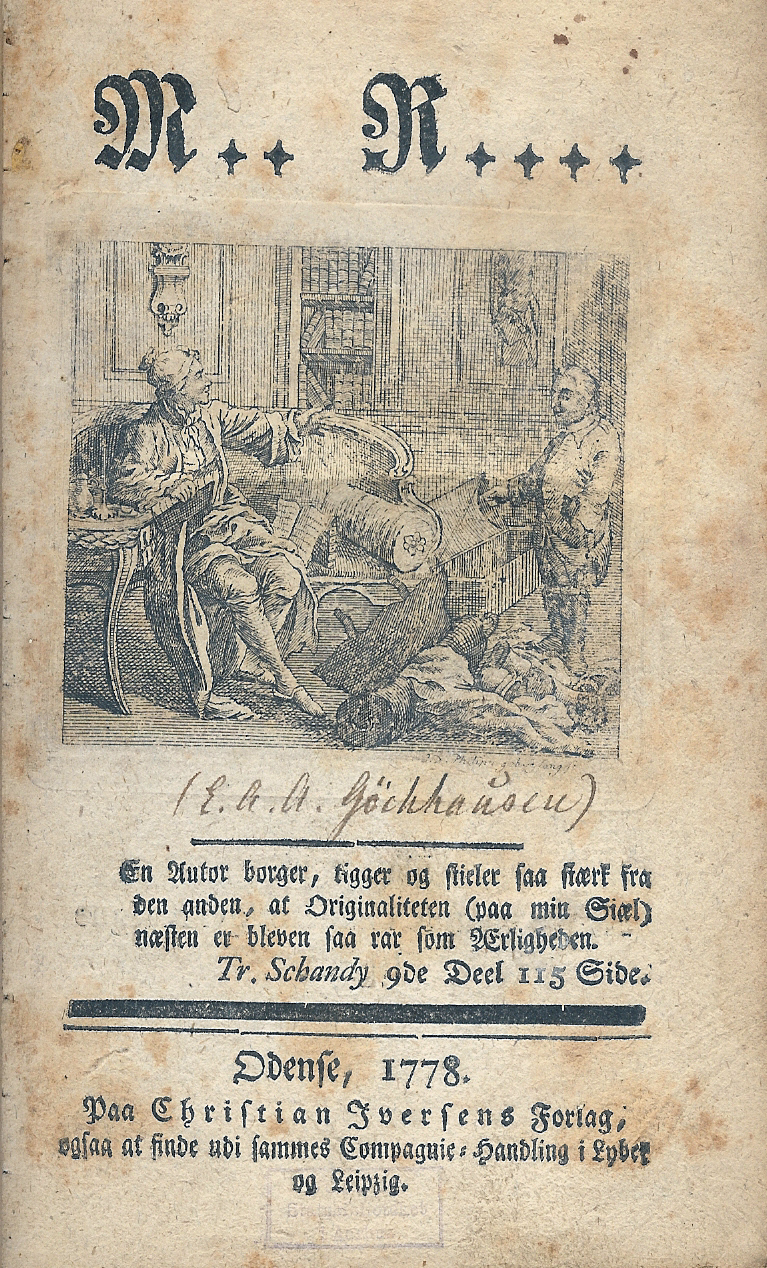
Couverture de son livre Meine Reisen

- Enthüllungen des Systems der Weltbürger-Politik, Rom, 1786. Texte en ligne sur google books
- Das Werther-Fieber, ein unvollendetes Familienstück, Nieder-Teutschland (d.i. Leipzig, Weidmanns Erben), 1776.
- Meine Reisen, 1778.